# Thank You (песня Дайдо)
«Thank You» — песня английской певицы и автора-исполнителя Дайдо (Dido). Песня впервые появилась в 1998 году в саундтреке фильма Осторожно, двери закрываются (англ. Sliding Doors), хотя она не была выпущена в качестве сингла до начала 2001 года. Позднее, вышедшая на дебютном альбоме Дайдо No Angel, становится хитом альбома. Семпл из трека был использован в песне Эминема «Stan». Также песня звучит в эпизоде Dang Ol' Love 6-го сезона анимированного телевизионного сериала Царь горы.
Войдя в американский хит-парад Billboard Hot 100 под номером 80 в январе 2001 года сингл «Thank You» достиг высшей третьей позиции в апреле 2001 года. Он удерживал это место в течение трёх недель и стал первым и единственным синглом Дайдо в топ-10 в США. Кроме того, песня заняла первое место в чартах Billboard Adult Contemporary, Adult Pop Songs и Hot Dance Club Songs. В Великобритании «Thank You» также занял третье место, став третьим синглом певицы в пятерке лучших в Соединенном Королевстве.
С тех пор, как песня стала самым большим хитом Дайдо во многих странах, её часто называют фирменной песней певицы.

## Композиция
Куплеты песни написаны в тональности соль-диез минор, а припев - в си мажоре с темпом 80 ударов в минуту. Последовательность аккордов G♯m - Emaj7 - F♯ - B - F♯ / A♯, а вокал Дайдо в песне простирается от F♯3 до B.

## Критика
«Thank You» получил положительные отзывы музыкальных критиков, которые посчитали балладу очень «трогательной и мягкой» и одной из лучших в карьере певицы. Например, Джефф Бургер из AllMusic выделил «Thank You» как лучший трек альбом. Кристиан Уорд из NME сказал: «„Thank You“ вовсе не вызвала в воображении образов сумасшедшего поклонение фанатов, и больше напоминает звучание группы Corrs».

## Список композиций
| - UK/US виниловый 12-дюймовый сингл A. «Thank You» (Deep Dish vocal) — 9:29 B. «Thank You» (Deep Dish dub) — 10:29 (10:40 on US pressings) - Европейский макси-сингл 1. «Thank You» (album version) — 3:39 2. «Thank You» (Deep Dish Vocal Mix) — 9:29 3. «Thank You» (Skinny Remix) — 3:20 4. «Thank You» (enhanced video) | - UK CD-сингл и кассетный сингл 1. «Thank You» (album version) — 3:39 2. «Thank You» (Deep Dish vocal) — 9:29 - US CD-сингл 1. «Thank You» (album version) — 3:39 2. «Thank You» (Skinny Remix) — 3:19 3. «Thank You» (Deep Dish vocal) — 4:10 4. «Thank You» (Deep Dish dub) — 10:40 |

## Чарты и сертификации
| Чарт (2001)                              | Высшая позиция |
| ---------------------------------------- | -------------- |
| Австрия (Ö3 Austria Top 40)              | 25             |
| Бельгия/Фландрия (Ultratop 50)           | 22             |
| Бельгия/Валлония (Ultratop 50)           | 29             |
| Канада (Nielsen SoundScan)               | 10             |
| Хорватия (HRT)                           | 1              |
| Европа (Eurochart Hot 100)               | 10             |
| Франция (SNEP)                           | 30             |
| Германия (GfK)                           | 41             |
| Ирландия (IRMA)                          | 5              |
| Италия (FIMI)                            | 41             |
| Нидерланды (Dutch Top 40)                | 18             |
| Нидерланды (Single Top 100)              | 29             |
| Новая Зеландия (Recorded Music NZ)       | 3              |
| Норвегия (VG-lista)                      | 17             |
| Португалия (AFP)                         | 1              |
| Шотландия (OCC Scotland)                 | 2              |
| Испания (PROMUSICAE)                     | 9              |
| Швеция (Sverigetopplistan)               | 42             |
| Швейцария (Schweizer Hitparade)          | 16             |
| Великобритания (OCC UK Singles)          | 3              |
| Великобритания (OCC UK Dance)            | 5              |
| США (Billboard Hot 100)                  | 3              |
| США (Billboard Adult Alternative Songs)  | 3              |
| США (Billboard Adult Contemporary)       | 1              |
| США (Billboard Adult Pop Airplay)        | 1              |
| США (Billboard Dance Club Songs)         | 1              |
| США (Hot Dance Singles Sales, Billboard) | 1              |
| США (Billboard Latin Pop Airplay)        | 26             |
| США (Billboard Pop Airplay)              | 2              |
| США (Billboard Tropical Airplay)         | 18             |

| Чарт (2001)                        | Позиция |
| ---------------------------------- | ------- |
| Ирландия (IRMA)                    | 83      |
| Новая Зеландия (Recorded Music NZ) | 14      |
| Великобритания (UK Singles)        | 78      |
| США (Billboard Hot 100)            | 8       |

| Регион | Сертификация | Продажи  |
| --- | ------------ | -------- |
| Великобритания (BPI) | Золотой      | 400 000  |
| США (RIAA) | Золотой      | 500 000^ |
| ^ Данные о тиражах приведены только на основе сертификации. · Данные о продажах + прослушиваниях приведены только на основе сертификации. |              |          |